# Phlyctenosis fairmairei
Phlyctenosis fairmairei är en skalbaggsart som först beskrevs av Auguste Lameere 1903.  Phlyctenosis fairmairei ingår i släktet Phlyctenosis och familjen långhorningar.
Artens utbredningsområde är Madagaskar. Inga underarter finns listade i Catalogue of Life.